# Aire linguistique mésoaméricaine
L'aire linguistique mésoaméricaine ou union linguistique mésoaméricaine (en anglais : Mesoamerican Linguistic Area) est un ensemble de langues amérindiennes parlées dans l'aire culturelle de la Mésoamérique, qui partagent un grand nombre de similarités phonétiques, morphologiques, syntaxiques et lexicales qui ne découlent pas d'une origine commune, mais résultent d'une convergence linguistique due aux contacts intensifs entre leurs locuteurs.
Les langues impliquées se rattachent à des familles de langues très diverses : elles comprennent le nahuatl et les langues proches (de la famille uto-aztèque), les langues mayas, les langues totonaques, les langues oto-mangues, les langues mixe-zoque et diverses langues isolées ou non classées.

## Histoire du concept
Les ressemblances constatées entre de nombreuses langues de Mésoamérique ont conduit Juan Hasler à proposer dès 1959 l'existence d'une union linguistique. L'idée ne fut cependant fermement établie qu'en 1986, lorsque Lyle Campbell, Terence Kaufman et Thomas Smith-Stark, dans un article intitulé Meso-America as a Linguistic Area, démontrèrent par une analyse linguistique rigoureuse le nombre considérable de ressemblances entre ces langues, et établirent qu'elles s'expliquaient très probablement par diffusion plutôt que par descendance commune - ce qui constitue le critère définitoire d'une union linguistique.
Les auteurs de cet article retiennent cinq points en particulier comme particulièrement caractéristiques de l'union linguistique mésoaméricaine : largement représentés parmi les langues en question, les limites de leur attestation coïncident avec celles de l'aire culturelle mésoaméricaine, et leur répartition provient probablement d'une diffusion. En comparant ces cinq traits avec ceux définissant d'autres unions linguistiques bien établies (par exemple, celle d'Asie de l'Est, ou l'union linguistique balkanique), ils concluent que l'union linguistique mésoaméricaine est bien étayée, et potentiellement « parmi les plus solides qui soient connues » (Campbell, Kaufman & Smith-Stark. 1986 p.556).
D'autres traits linguistiques partagés mais moins bien attestés, potentiellement dus au hasard ou hérités, ou attestés ailleurs qu'en Mésoamérique, sont rejetés comme définitoires de l'union linguistique, bien que certains puissent concourir à l'étayer de façon moins solide. D'autres traits communs enfin sont de nature plus culturelle que purement linguistique.

## Caractéristiques linguistiques
Le développement qui suit résume brièvement les traits linguistiques considérés par Campbell, Kaufmann et Smith-Stark pour définir l'union linguistique mésoaméricaine.

### Construction possessive
Maintes langues mésoaméricaines expriment de façon particulière la possession des substantifs : une construction de type son X Y signifie X de Y.
Par exemple, en k'iche' (une langue maya), u-tzi' le achih « le chien de l'homme » se construit littéralement « son-chien l'homme ». La même construction se retrouve en nahuatl : i:-itzkwin in tla:katl.

### Noms relationnels
Un autre trait commun des langues mésoaméricaines est l'existence de noms relationnels. Ils expriment diverses relations spatiales ou autres, de façon comparable aux prépositions d'autres langues, mais leur nature grammaticale est celle d'un nom auquel s'adjoignent des affixes possessifs.
Par exemple, en pipil, une langue uto-aztèque :
- nu-wa:n « avec moi » (nu- signifie « mon ») ;
- mu-wa:n « avec toi » (mu- signifie « ton ») ;
- i-wa:n « avec elle » (i- signifie « son »).

Ou en mam, une langue maya :
- n-wits-a « sur moi » (n- signifie « mon ») ;
- t-wits « sur elle » (t- signifie « son »).

### Antéposition des interrogatifs avec inversion
L'interrogation dans les langues mésoaméricaines entraîne un changement de l'ordre des mots : le syntagme sur lequel porte l'interrogation est porté en tête de proposition, et l'ordre des mots y est inversé par rapport au même syntagme non interrogatif. Ce phénomène s'observe dans toutes les langues mésoaméricaines, mais est rare ailleurs.

### Système numéral vigésimal
Toutes les langues mésoaméricaines ont un système numéral vigésimal, c'est-à-dire fondé sur une base 20. Ce système est partagé par certaines langues frontalières de l'aire culturelle mésoaméricaine, où l'on considère qu'il s'est également répandu par diffusion.

### Position non-finale du verbe et absence de marques transphoriques
Il n'existe pas de langue en Mésoamérique qui place le verbe à la fin de la phrase, alors que la majorité de celle frontalières de la région suivent un ordre de base sujet-objet-verbe. Aucune ne possède non plus de marques transphoriques (en) (en anglais switch-reference) pour indiquer la coréférence entre le sujet d'une proposition principale et celui de sa proposition subordonnée, mais Campbell, Kaufman et Smith-Stark considèrent qu'il s'agit d'un effet secondaire d'un ordre des mots où le verbe n'est pas à la fin.

### Calques sémantiques
Il existe un grand nombre d'expressions communes diffusées en Mésoamérique sous forme de calques sémantiques. En particulier, de nombreuses désignations spécifiques se font au moyen d'un mot composé dont les éléments constitutifs ont la même signification d'une langue à l'autre, bien qu'ils soient distincts par la forme.
Par exemple :
- tête de jambe signifie « genou » ;
- serpent-cerf signifie « boa constricteur » ;
- pierre-cendre signifie « calcaire » ;
- cou de main signifie « poignet » ;
- pierre d'oiseau signifie « œuf » ;
- route de sang signifie « veine » ;
- pierre à moudre signifie « molaire » ;
- bouche signifie « bord » ;
- excrément de dieu ou excrément du soleil signifie « métal précieux » ;
- mère de main signifie « pouce » ;
- montagne d'eau signifie « ville ».

## Autres traits communs
D'autres traits plus mineurs, jugés insuffisamment déterminants par Campbell, Kaufman et Smith-Stark, sont les suivants :
- incorporation au verbe de noms désignant des parties du corps ;
- expression du lieu à partir de noms désignant des parties du corps[3] ;
- existence de langages sifflés ;
- indication grammaticale de la possession inaliénable ;
- formes de politesse à la 2e personne ;
- registre de langue rituel particulier.